# Iguala
Iguala (oficiálně: Iguala de la Independencia) je historické město ležící 130 km jihojihovýchodně od Ciudad de México v mexickém státě Guerrero. Jde o třetí největší město v tomto státě po Acapulcu a Chilpancingu.
Historický význam města spočívá v tom, že zde byl v roce 1821 představen tzv. Plán z Igualy (Plano de Iguala), který se stal základem mexické nezávislosti na Španělsku. Proto slovo nezávislost (Independencia) figuruje v oficiálním názvu obce. Po jednání španělského generála Agustína de Iturbide s vůdcem protišpanělského odboje Vicentem Guerrerem v Iguale (24. února 1921) vznikl základ mexické vlajky. Iguala byla od roku 1849 po několik let prvním hlavním městem státu Guerrero.
V září 2014 zde došlo k násilnému únosu a zavraždění 43 studentů venkovské učitelské školy; tyto události vyvolaly v celém Mexiku hlubokou politickou krizi.